# Trident Studios
Trident Studios was een geluidsstudio gevestigd in Londen en operationeel van 1967 tot in 1981. De in 1993 geopende Trident Sound Studios Ltd. is naar dit studiocomplex vernoemd.
De studio werd op- en ingericht door Norman Sheffield (drummer van The Hunters) en zijn broer Barry. Het was gevestigd aan de St Anne’s Court 17 in de wijk Soho. Bij de opening gold het als zeer modern (de Trident A Range Consoles) en trok daardoor een hele rij toen al bekende en ook nog onbekende artiesten aan. Een van de eerste opnamen werden verricht voor Manfred Mann (februari 1968) met zijn/hun single My name is Jack. In zijn kielzog kwamen The Beatles (hun huisstudio was Abbey Road Studios), Elton John en David Bowie voorbij. Opvallend voor The Beatles is dat de eerste opnamen voor I want you (She's so heavy), dat op het album Abbey Road verscheen juist in de Trident plaatsvonden. Voordeel voor de studio was dat artiesten die tekenden voor hun platenlabel Apple Records ook gebruik konden maken van deze studio.
Onder de andere bands die hier kwamen zitten grote namen als Queen, Genesis, Lindisfarne en Van der Graaf Generator; zij hadden als muziekproducent John Anthony die zich in de studio had ingekocht en van daar uit ook een management opzette "Trident Recording, Publishing and Management Ltd". Anthony was betrokken bij de eerste demo's van Queen en werd consequent als muziekproducent genoemd bij uitgaven van hun album Queen. Maar niet alleen John Anthony deed hier zijn werk, ook Tony Visconti met zijn vaste toetsenist Rick Wakeman waren hier te vinden. Trident huurde ook wel muziekproducenten in als een nog jonge Ken Scott, die hier werk verrichtte met bijvoorbeeld Supertramp (Crime of the Century). Trident had daarbij voorts geluk dat sommige bandleden van muziekgroep na de scheiding van hun band hier terugkeerden. Voorbeelden daarvan zijn John Lennon (The Beatles) en Peter Gabriel (Genesis). 
In tegenstelling tot de modernste geluidstechnieken stond juist een klassieke piano uit de fabrieken van C. Bechstein Pianofortefabrik AG in de studio. De piano zou destijds al ouder zijn geweest dan 100 jaar.
In de nasleep van het overlijden van David Bowie in 2016 werd er een half jaar later een plaquette ter nagedachtenis aan hem aangebracht. 